# Zwitserland op het Eurovisiesongfestival 2021

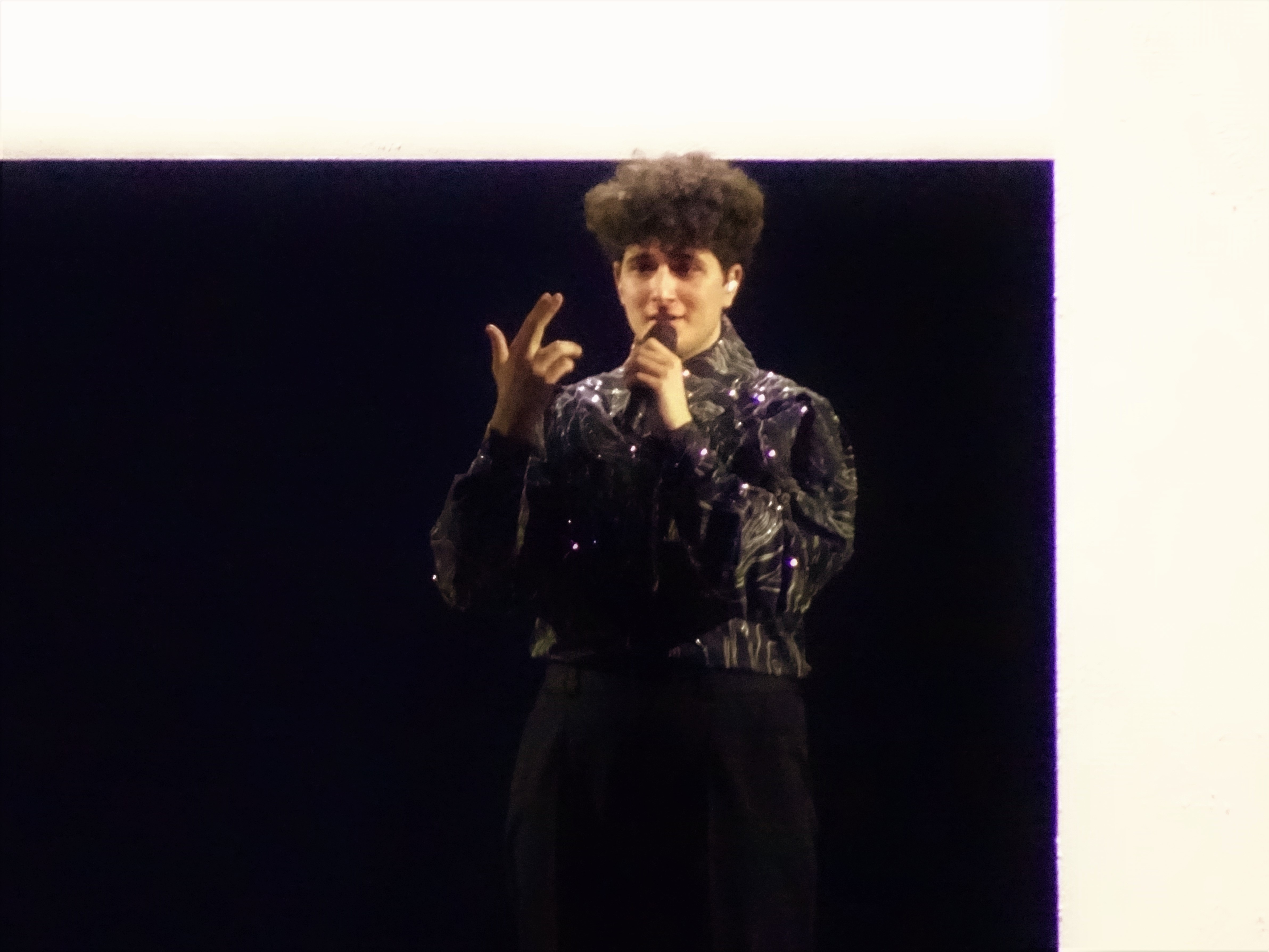
Gjon's Tears tijdens de repetities voor het festival in Rotterdam.

Zwitserland nam deel aan het Eurovisiesongfestival 2021 in Rotterdam, Nederland. Het was de 60ste deelname van het land aan het Eurovisiesongfestival. SRG SSR was verantwoordelijk voor de Zwitserse bijdrage voor de editie van 2021.

## Selectieprocedure
De 22-jarige zanger Gjon's Tears (geboortenaam Gjon Muharremaj) werd in 2020 door de Zwitserse openbare omroep intern geselecteerd met het Franstalig lied Répondez-moi. SRG SSR maakte direct na het afgelasten van het Eurovisiesongfestival 2020 bekend dat Gjon's Tears in 2021 alsnog de kans zou krijgen om Zwitserland te vertegenwoordigen.
Ook in 2021 kozen de Zwitsers weer voor een Franstalige inzending: Tout l'Univers. Het lied is mede gecomponeerd door de Nederlander Wouter Hardy die in 2019 een bijdrage leverde aan het winnende lied van Nederland, Arcade. In 2010 was het voor het laatst dat de Zwitsers een Franstalig nummer instuurden. Toen kwam Michael von der Heide met Il pleut de l'or niet door de halve finale.

## In Rotterdam
Zwitserland trad aan in de tweede halve finale, op donderdag 20 mei 2021. Gjon's Tears was als zestiende van zeventien acts aan de beurt, net na Samanta Tīna uit Letland en gevolgd door Fyr & Flamme uit Denemarken. Uiteindelijk won Zwitserland de tweede halve finale, met 291.
In de finale was Gjon's Tears als elfde van 26 acts aan de beurt, net na Stefania uit Griekenland en gevolgd door Daði & Gagnamagnið uit IJsland. Zwitserland eindigde uiteindelijk op de derde plaats, met 432 punten. Het was de beste Zwitserse prestatie op het Eurovisiesongfestival sinds 1993.
1956 · 1957 · 1958 · 1959 · 1960 · 1961 · 1962 · 1963 · 1964 · 1965 · 1966 · 1967 · 1968 · 1969 · 1970 · 1971 · 1972 · 1973 · 1974 · 1975 · 1976 · 1977 · 1978 · 1979 · 1980 · 1981 · 1982 · 1983 · 1984 · 1985 · 1986 · 1987 · 1988 · 1989 · 1990 · 1991 · 1992 · 1993 · 1994 · 1995 · 1996 · 1997 · 1998 · 1999 · 2000 · 2001 · 2002 · 2003 · 2004 · 2005 · 2006 · 2007 · 2008 · 2009 · 2010 · 2011 · 2012 · 2013 · 2014 · 2015 · 2016 · 2017 · 2018 · 2019 · 2020 · 2021 · 2022 · 2023 · 2024 · 2025
Albanië · Australië · Azerbeidzjan · België · Bulgarije · Cyprus · Denemarken · Duitsland · Estland · Finland · Frankrijk · Georgië · Griekenland · Ierland · IJsland · Israël · Italië · Kroatië · Letland · Litouwen · Malta · Moldavië · Nederland · Noord-Macedonië · Noorwegen · Oekraïne · Oostenrijk · Polen · Portugal · Roemenië · Rusland · San Marino · Servië · Slovenië · Spanje · Tsjechië · Verenigd Koninkrijk · Zweden · Zwitserland